# Villa Mia (Torno)
Villa Mia est une résidence située à Torno, sur les rives du Lac de Côme, en Lombardie.  La villa appartient à la famille royale saoudienne.

## Histoire
La villa est un bâtiment de style éclectique avec des suggestions néo-Renaissance commandé en 1889 par la famille Vergani, qui a confié le projet à Luigi Ronchetti et Cesare Nagoya.

## Propriété de la famille royale saoudienne
Dans les dernières décennies, Villa Mia a été acquise en 1984par le prince Sultan ben Abdelaziz Al Saoud (1928-2011).

## Villas sur le lac de Côme
- Villa Carlotta
- Villa Aurelia (Lierna)
- Villa Balbianello
- Villa Oleandra